# Dům U Čápa (Rokycany)
Barokní dům U Čápa stojí na Malém náměstí v Rokycanech. Původně renesanční dům byl přestavěn v 18. století na barokní sloh. Od 18. století fungovala v domě lékárna. Původní lékárenské vybavení je vystaveno ve výložní skříni renesančního domu u Barborky. Dnes se v domě provozuje restaurace. Je chráněn jako kulturní památka České republiky.